# Ulrich Inderbinen

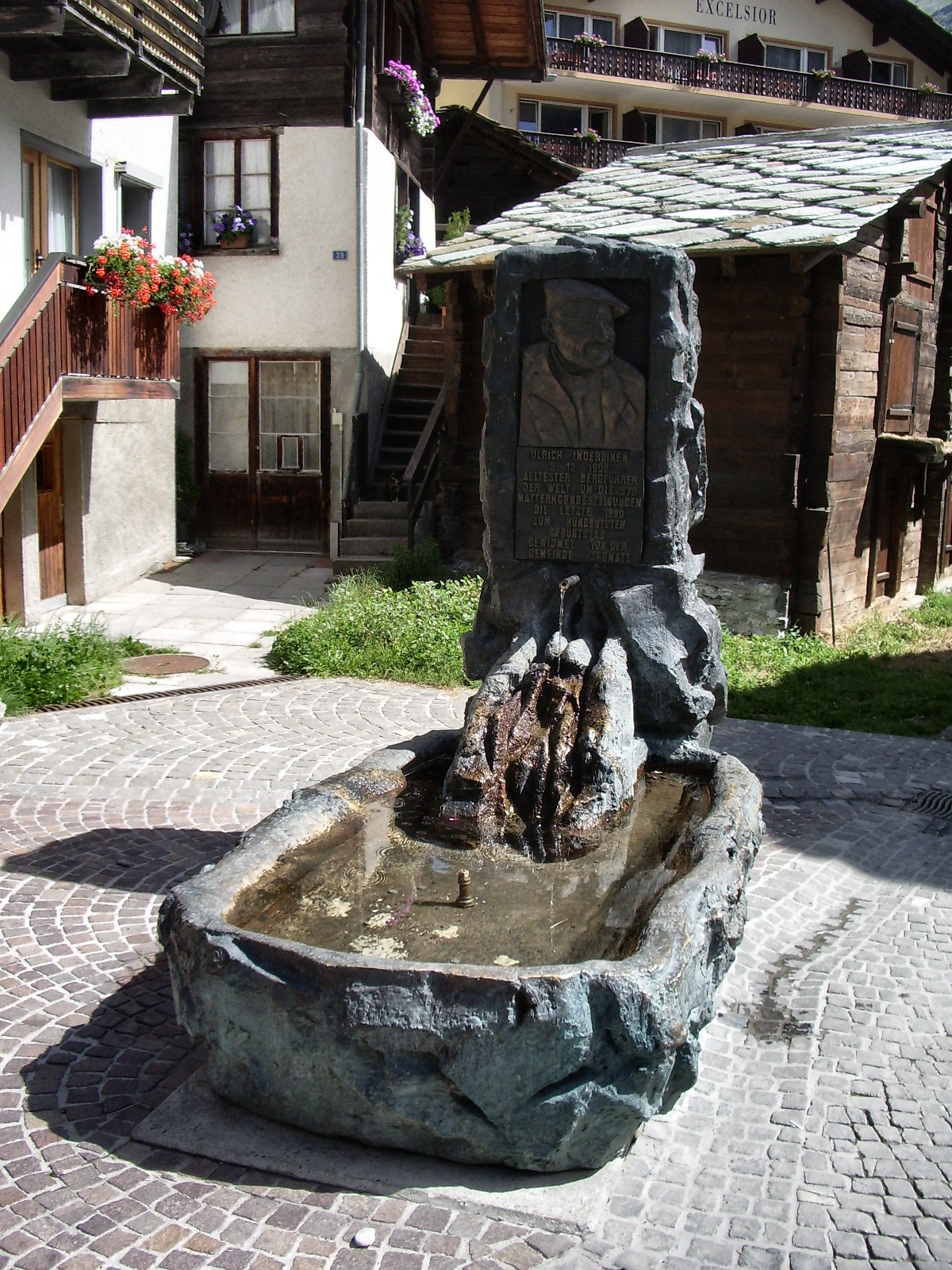
Inderbinen-Brunnen in Zermatt

Ulrich Inderbinen (* 3. Dezember 1900 in Zermatt; † 14. Juni 2004 ebenda) war ein Schweizer Bergführer. Er bestieg 371-mal das Matterhorn, 84-mal den Mont Blanc und 81-mal die Dufourspitze, den höchsten Berg der Schweiz.

## Leben und Werdegang
Der Sohn von Bergbauern wuchs mit acht Geschwistern auf. Keines seiner Halbgeschwister erreichte das Erwachsenenalter, ebenso starben zwei seiner Geschwister noch im Kindesalter. Schon mit fünf Jahren musste er Kühe hüten, Geld verdiente er bereits im Alter von 13 Jahren als Schafhirte. Später arbeitete er als Bauarbeiter, Schreiner oder Elektriker.
Im Jahr 1921 bestieg der Zermatter zusammen mit seinen Schwestern zum ersten Mal in seinem Leben das Matterhorn. 1925 absolvierte er die Bergführerschule. Erst um die 1960er-Jahre hatte er dank dem touristischen Aufschwung genügend Arbeit als Bergführer. Weltweit fand Inderbinen im Jahr 1990 Beachtung, als er im Rahmen einer Fernsehsendung zum 125. Jahrestag der Erstbesteigung des Matterhorns als 89-Jähriger ein weiteres Mal den Gipfel bestieg.
Mit 80 Jahren begann er, an Skirennen teilzunehmen. Da er in seiner Altersklasse sehr oft ohne Konkurrenz fuhr, gewann er meistens. Mit 95 Jahren nahm er letztmals am Bergführer-Skirennen teil.
Wenig Interesse zeigte Inderbinen an neuzeitlichen Sicherungsmethoden. So führte er noch 1983 seine Touristen mit dem Hanfseil um den Bauch durch die Gletscherbrüche.

## Letzte Jahre
Inderbinen arbeitete bis zu seinem 96. Lebensjahr als Bergführer. Ein Sturz zwang ihn, die Bergführerkarriere zu beenden. Im Alter von 96 Jahren erfüllte sich der gläubige Katholik einen Lebenstraum: Er reiste nach Rom, um den Segen von Papst Johannes Paul II. zu empfangen. Im Jahre 2000 widmete ihm die Gemeinde Zermatt zu seinem 100. Geburtstag eine Ausstellung, gleichzeitig wurde ein ihm gewidmeter Brunnen im Ortskern Zermatts eingeweiht. Er starb im Jahre 2004 in seinem 104. Lebensjahr. Er war zum Zeitpunkt seines Todes der älteste Mann im Kanton Wallis.
Erwähnung fand Inderbinen auch in der Fernsehsendung Eisenbahn-Romantik des SWR in Folge 333 (Die Gornergratbahn) sowie in Folge 565 im Dreiteiler über den damals 75-jährigen Glacier Express. Auch in der Doku der Neuen Zürcher Zeitung, die das Ganze in ihrer Rubrik «Format» betreibt, trat er in Erscheinung (Mit dem Zahnrad ins Hochgebirge: Wunderwerke Alpen-Bahnen – Dokumentation von «NZZ Format»).